# Katastrofy a neštěstí 1966
Tento článek obsahuje seznam katastrof a neštěstí, které proběhly roku 1966.

## Květen
- 2. května – Na železničním přejezdu u obce Deštnice na Lounsku se srazil zpožděný osobní vlak a nákladní automobil vezoucí studenty na brigádu. Zahynulo 10 a zraněno bylo 37 studentů na korbě nákladního vozu Praga.[1][2]